# Fiat R.700
Il Fiat R.700 fu un aereo da competizione sviluppato dall'azienda aeronautica Fiat Aviazione nei primi anni venti del XX secolo.
Il progetto, curato dall'ingegner Celestino Rosatelli, e la realizzazione del velivolo furono portati a termine nell'arco di pochi mesi, compresi tra il 1919 ed il 1921.

## Tecnica
Il Fiat R 700 era un monomotore biplano di grandi dimensioni e di impostazione classica.
La fusoliera era caratterizzata da due abitacoli posti in tandem, l'anteriore per il pilota, il posteriore per il meccanico. Posteriormente terminava in un impennaggio classico monoderiva dotato di piani orizzontali controventati.
La configurazione alare era biplana con i due piani alari collegati tra loro da due coppie di montanti "ad N" , due per parte, integrati da tiranti in cavetto d'acciaio.
Il carrello d'atterraggio era fisso, dotato anteriormente di grandi ruote collegate alla parte inferiore della fusoliera ed alle semiali inferiori da una struttura tubolare incrociata ed era integrato posteriormente da un pattino d'appoggio.
La propulsione era affidata ad un motore Fiat A.14, un 12 cilindri a V di 60° raffreddato a liquido in grado di erogare una potenza pari a 700 CV (515 kW), abbinato ad un'elica bipala in legno a passo fisso.

## Impiego operativo
Derivato dal bombardiere Fiat B.R., l'R.700 venne espressamente realizzato per conquistare nuovi primati di velocità; il 1º ottobre 1921 si aggiudicò quello "su circuito di 100 km", volando alla media di 300 km/h, mentre il 22 agosto del 1922 ottenne il primato di "velocità in linea retta", toccando i 336 km/h ai comandi del pilota collaudatore dell'azienda Francesco Brach Papa.
Quello stesso anno venne iscritto alla Coupe Henry Deutsch de la Meurthe, competizione aeronautica intitolata a Henri Deutsch de la Meurthe ed organizzata dall'Aéro-Club de France sotto l'egida della Fédération Aéronautique Internationale (FAI), dove venne condotto, senza successo, ancora una volta da Brach Papa.

### Periodici
- (EN) The Race for The Coupe Henry Deutsch de la Meurthe - France Remains the Holder of the Cup, in Flight, Sutton, Surrey (UK), Reed Business Information Ltd, 5 ottobre 1922,  pp. 573-576. URL consultato il 24 novembre 2012.